# Junkernhäuschen
Junkernhäuschen ist ein aus einer Hofschaft hervorgegangener Wohnplatz zwischen den beiden Solinger Stadtteilen Merscheid und Aufderhöhe. Die letzten zu der Hofschaft gehörenden Gebäude wurden im Zuge von Straßenausbauten und Neubauten in den 1970er Jahren niedergelegt. Die Ortsbezeichnung ist im Solinger Stadtplan aber noch verzeichnet, auch die in Merscheid gelegene Junkerstraße erinnert an den Ort.

## Lage und Beschreibung
Der Ort liegt an der Straßenkreuzung Friedenstraße / Schorberger Straße / Uferstraße auf einer Anhöhe südlich des Viehbachtales. Teile des einstigen Hofes wurden auch durch die nördlich abzweigende Asternstraße überbaut, die ein Wohngebiet erschließt. Neben einzelnen Gewerbeflächen entlang der Schorberger Straße befinden sich an der Friedenstraße hauptsächlich Mehrfamilienhäuser, die Siedlung der ehemaligen Ohligser Wohnungsbaugenossenschaft (OWB) am Junkernhäuschen. Nördlich, im Viehbachtal, das von der Straße Schwarze Pfähle durchquert wird, befindet sich die Anschlussstelle Merscheid an die Viehbachtalstraße. 
Benachbarte Orte sind bzw. waren (von Nord nach West): Obenmankhaus, Fürker Irlen, Weckshäuschen, Merscheider Busch, Schorberg, Straßen, Greuel, Jammertal, Heipertz, Riefnacken, Hülsen und Untenmankhaus.

## Etymologie
Der Name des Ortes ist von dem Familiennamen Junker abgeleitet.

## Geschichte
Im Jahre 1715 ist der Ort in der Karte Topographia Ducatus Montani, Blatt Amt Solingen, von Erich Philipp Ploennies mit einer Hofstelle verzeichnet und als iunckernh. (offensichtlich abgekürzt) benannt. Der Ort gehörte zur Honschaft Barl innerhalb des Amtes Solingen. Die Topographische Aufnahme der Rheinlande von 1824 verzeichnet ihn als Junkernhäuschen, die Preußische Uraufnahme von 1844 als Junkershäuschen. In der Topographischen Karte des Regierungsbezirks Düsseldorf von 1871 ist der Ort unbenannt verzeichnet.
Nach Gründung der Mairien und späteren Bürgermeistereien Anfang des 19. Jahrhunderts gehörte Junkernhäuschen zur Bürgermeisterei Merscheid, die 1856 zur Stadt erhoben und im Jahre 1891 in Ohligs umbenannt wurde.
Zwischen 1865 und 1867 wurde vom projektierten Bahnhof Ohligs-Wald aus eine Stichstrecke der Eisenbahn bis zum neuen Bahnhof Weyersberg westlich der Solinger Altstadt trassiert. Diese verlief nördlich an Junkernhäuschen vorbei durch das Viehbachtal. Die Bahnstrecke konnte am 25. September 1867 dem Verkehr übergeben werden. Nach der Fertigstellung der Müngstener Brücke im Jahre 1897 wurde daraus die Bahnstrecke Solingen–Remscheid.:113
Mit der Städtevereinigung zu Groß-Solingen im Jahre 1929 wurde Junkernhäuschen ein Ortsteil Solingens. 1815/16 lebten 18, im Jahr 1830 21 Menschen im als Einzelnes Haus bezeichneten Wohnplatz Junkerhäusgen. Er lag in der Flur VII. Mankhaus. Der nach der Statistik und Topographie des Regierungsbezirks Düsseldorf als Hofstadt kategorisierte Ort besaß zu dieser Zeit vier Wohnhäuser und zwei landwirtschaftliche Gebäude mit neun Einwohnern, allesamt evangelischen Bekenntnisses. Die Gemeinde- und Gutbezirksstatistik der Rheinprovinz führt den Ort 1871 mit drei Wohnhäusern und 24 Einwohnern auf. Im Gemeindelexikon für die Provinz Rheinland von 1888 werden fünf Wohnhäuser mit 28 Einwohnern angegeben. 1895 besitzt der Ortsteil sechs Wohnhäuser mit 42 Einwohnern.
Bis zum Anfang der 1960er Jahre entstand in Junkernhäuschen die neue Mehrfamilienhaussiedlung an der Asternstraße. Bis zum Jahr 1972 errichtete die Ohligser Wohnungsbaugenossenschaft auf der Freifläche zwischen Junkernhäuschen und Heipertz, zwischen der Frieden- und der Teutonenstraße, eine neue Wohnsiedlung aus teils bis zu sechsgeschossigen Mehrfamilienhäusern. Auch die Bebauung entlang der Schorberger Straße verdichtete sich allmählich durch Gewerbeneubauten, Ende der 1970er Jahre wurden die letzten ursprünglich zu dem Ort gehörenden Gebäude abgerissen. An der Ecke Schorberger Straße / Friedenstraße entstand 1978 der Neubau eines Bettenfachgeschäfts. 
Noch bis Ende der 1970er Jahre verlief von Junkernhäuschen aus die nach dem Ort benannte Junkerstraße durch das Tal des Viehbachs und verband den Ort mit Merscheid. Die großzügig ausgebaute Straße Schwarze Pfähle wurde erst nach Fertigstellung der Viehbachtalstraße angelegt. Als einer der wenigen tatsächlich realisierten Abschnitte der geplanten Autobahn 54 entstand am Ende der 1970er Jahre auf dem Teilstück An der Gemarke bis Mangenberg eine vierspurige Kraftfahrstraße durch das nördlich von Junkernhäuschen gelegene Viehbachtal. An den Schwarzen Pfählen entstand die Anschlussstelle Merscheid. Dieses Teilstück der als L 141n gewidmeten Viehbachtalstraße wurde am 31. August 1979 dem Verkehr übergeben. Nach zahlreichen Anwohnerbeschwerden über zu viel Lärm wurden im Folgejahr einige Maßnahmen für einen verbesserten Lärmschutz eingeleitet. Der Weiterbau der Viehbachtalstraße zwischen Mangenberg und dem Frankfurter Damm erfolgte bis 1981. Ein weiterer Ausbau unterblieb; die A 54 wurde nie fertiggestellt.:55 Durch die Nähe zur Viehbachtalstraße und den angrenzenden Gewerbegebieten und Supermärkten befindet sich am Junkernhäuschen heute eine vielbefahrene Straßenkreuzung. Die Ortsbezeichnung ist, obwohl kaum noch gebräuchlich, weiter im Solinger Stadtplan enthalten.

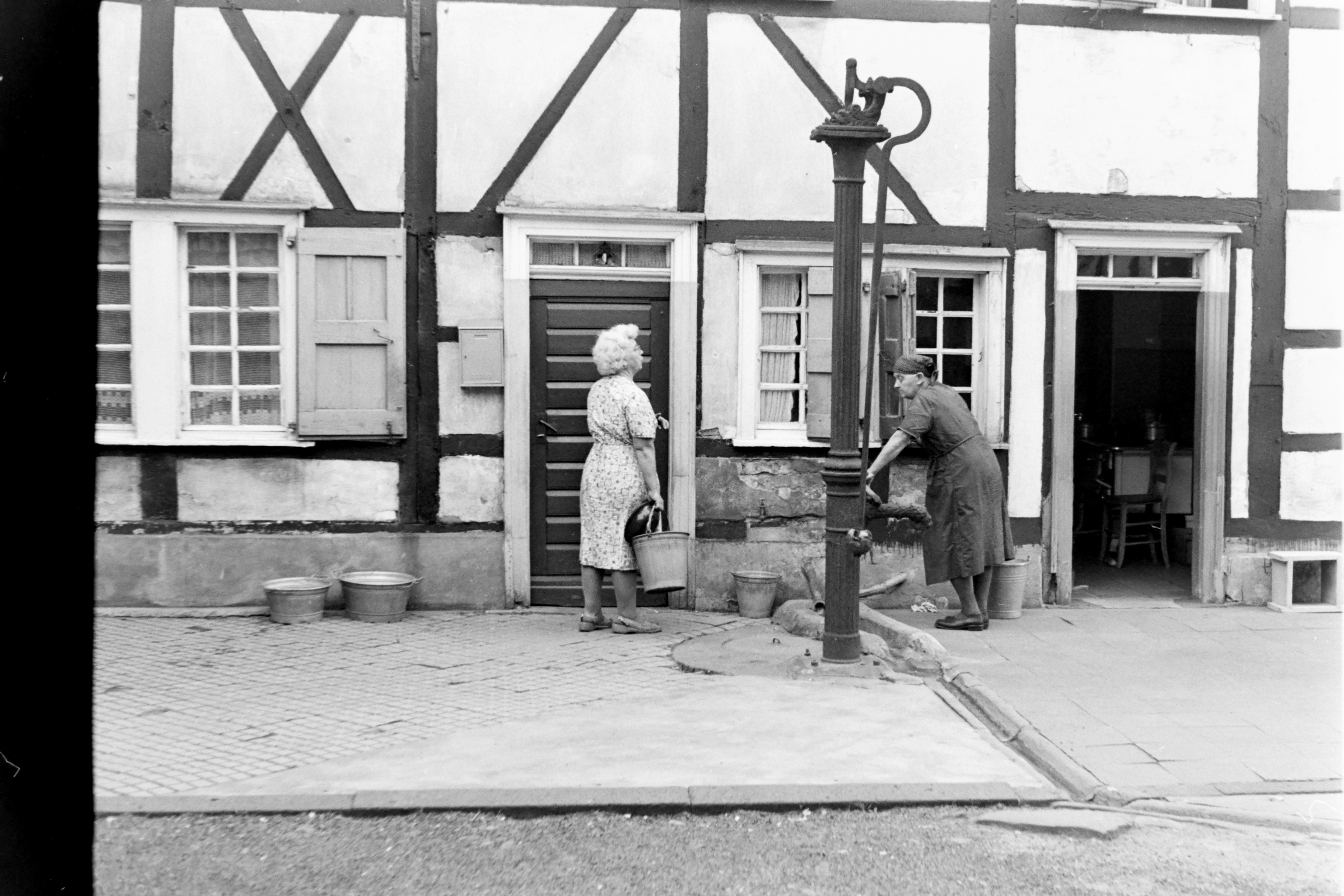
Junkernhäuschen mit Schwengelpumpe (1958)
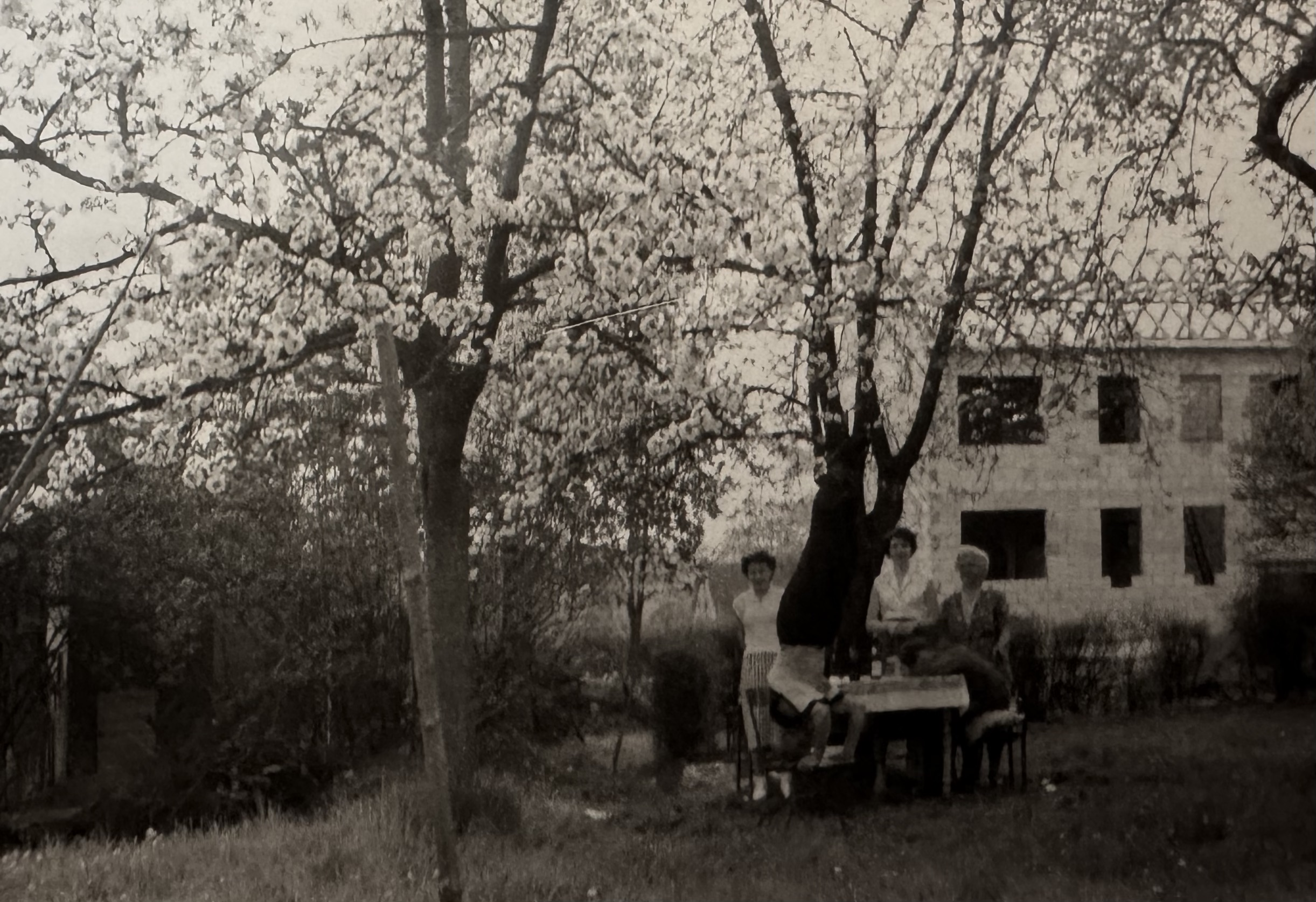
Blick auf die Neubauten in der Asternstraße (1955)
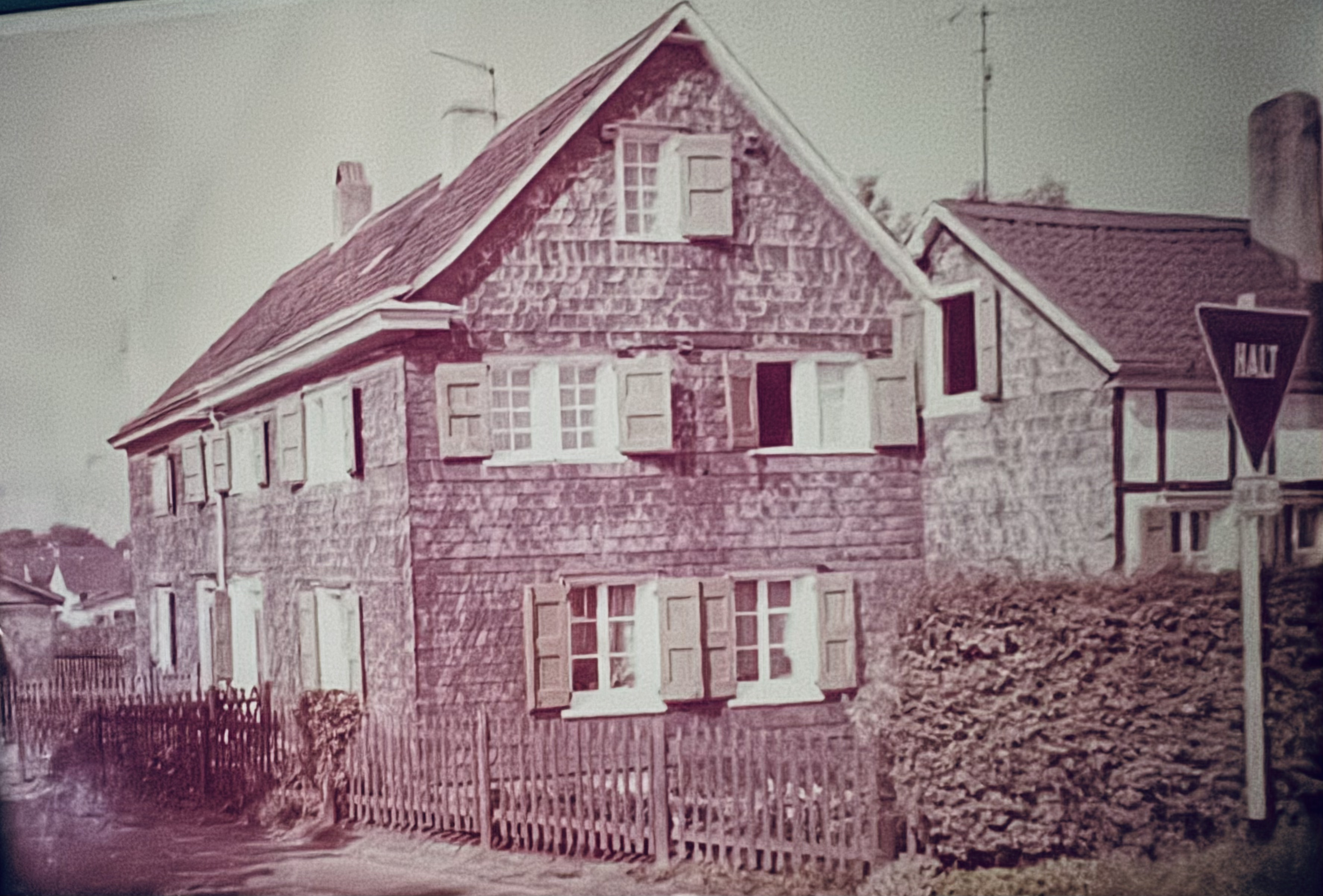
Junkernhäuschen von der Schorberger Straße (1950er Jahre)